# Рекс (Северна Каролина)
Рекс (енгл. Rex) насељено је место без административног статуса у америчкој савезној држави Северна Каролина.

## Демографија
По попису из 2010. године број становника је 55, што је 0 (0,0%) становника више него 2000. године.
| Група             | 2000.      | 2010.      |
| Белци             | 26 (47,3%) | 32 (58,2%) |
| Афроамериканци    | 22 (40,0%) | 4 (7,3%)   |
| Азијати           | 0 (0,0%)   | 0 (0,0%)   |
| Хиспаноамериканци | 0 (0,0%)   | 3 (5,5%)   |
| Укупно            | 55         | 55         |